# Samoubistvo i eutanazija
Samoubistvo i eutanazija su akti slobodne volje čoveka koji je zbog očuvanog stanja svoje svesti ovlašćen da raspolaže svojim životom, tako što ga može uništiti na odgovarajući način. Dok, se eutanazija, izuzimajući nekoliko izuzetaka predstavlja zabranjenu radnju i kvalifikuje se kao privilegovano ili obično ubistvo, koje objektivno predstavlja zločin, pokušaj samoubistva ili samoubistvo se u najvećem broju modernih zakonodavstava ne kažnjava.
I dok se na samoubistvo kroz istoriju čovečanstva uglavnom nije gledano kao na krivično delo, eutanazija je uglavnom smatrana krtivičnim delom, jer je primenjivana uglavnom, iz ekonomskih razloga u nerazvijenim plemenskim društvima ili u diktatorskom, nacističkom režimu kada su pod velom eutanazije likvidirane stotine hiljade ljudi.
Od početka civilizacije traje borba za ljudska prava, ali i pravo na život i smrt, da bi svoju kulminaciju ona dostigla sredinom 20. veka, a i dalje traje, kada se zahvaljujući napretku nauke i tehnike, čovek osetio moćnim, smatrajući da je zagospodario prirodom, pa hoće da stavi u pravne okvire i osnovne prirodne zakone — života i smrti. Tako su danas nastali sve glasniji zahtevi za ozakonjenje bilo kog oblika potpomognutog samoubistva i eutanazije, kao ličnog prava — na smrt, za koje je neophodno stvoriti zakonske imedicinske preduslove, koji će striktno definisati uslove pod kojima je taj čin izvodljiv. U tom smislu samoubistvo i eutanazija, koje uskraćuju pravo na život, kao osnovno ljudsko pravo i dalje nose mnoge nedoumice i nedorečenosti,. Ijer je za sve pravne sisteme zajedničko da ne rešavaju osnovni problem: od kojih su neke iznesene u nastavku stranice, pa se postavlja pitanje kako postupiti u situacijama u kojima se čovek nalazi u neizlečivom komatoznom ili vegetitativnom stanju, a da pre toga nije nedvosmisleno izjavio volju da njegov život prestane bilo aktivnom ili pasivnom eutanazijom.

## Definicije
Samoubistvo — (лат. sui - себе, occidere - убити) je aktivni ili pasivni autodestruktivni čin u kojem čovek svesno i namerno oduzima sebi život, zbog različitih motiva. U autodestruktivna ponašanja se, osim samoubistva, ubrajaju i pokušaj samoubistva, planiranje ili samo razmišljanje o samoubistvu i sve vrste samoozleđivanja. Samoubistvo je jedan od retkih fenomena koji je potpuno oslobođen, polnih, rasnih, kulturoloških, uzročnih, vrednosnih, vremenskih i uzrasnih granica.
Eutanazija — (grč. εὐθανασία; „dobra smrt”: εὖ, eu; „dobra” – θάνατος, thanatos; "smrt") je ubistvo iz milosrđa ili samilosti, ili omogućavanje lake i bezbolne smrti neizlečivim bolesnicima koji trpe neizdržive bolove. Većina pravnih sistema to smatra ubistvom, iako u mnogim jurisdikcijama lekar može zakonito da odluči da ne produži pacijentov život ili da izda lekove koji ublažavaju bol čak i kada skraćuju život pacijenta. Udruženja koja se zalažu za zakonitu eutanaziju postoje u mnogim zemljama. Eutanazija može biti: 
- voljna eutanazija kada sama osoba koja želi eutanaziju smatra da je njen život nedostojan življenja,
- nevoljna eutanazija kada osoba nije u stanju da odluči sama da li želi eutanaziju ili ne.
- eutanazija protiv nečije volje kada se volja osobe uopšte ne uzima u obzir.[7]

Potpomognuto samoubistvo ili medicinski asistirano samoubistvo — iako je neki od oblik eutanazije, treba ipak napraviti razliku između eutanazije i potpomognutog samoubistva, jer za razliku eutanazije koja može biiti nevoljna medicinski potpomognuto samoubistvo je uvek voljno. I dok eutanazija predstavlja čin prekidanja nečijeg života od strane lekara, potpomognuto samoubistvo je kada lekar obezbeđuje sredstvo kojim će osoba sama izvršiti samoubistvo. U prvom slučaju uloga lekara u samoubistvu je aktivna, a u drugom je pasivna.
Od  dopuštenosti eutanazije ili medicinski asistiranog samoubistva treba razlikovati  legalizovano asistirano samoubistvo. Ovakav model nalazimo u švajcarskom i nemačkom pravu. (član 115 švajcarskog Krivičnog zakonika predviđa krivičnu sankciju za onog ko iz sebičnih motiva podstiče ili pomaže drugom da izvrši samoubistvo ). Prema tome asistirano samoubistvo nije zakonom dopušeno, već je samo nekažnjivo u slučaju da se ne dokaže da je izvršilac podsticao ili pomagao drugom da izvrši samoubistvo iz sebičnih motiva.

## Samoubistvo i eutanazija kroz istoriju
Kroz ljudsku istoriju samoubistvo je shvatano i prihvatano na različite načine u zavisnosti od epoha, ljudskih grupa, kultura i religija .
Praistorija
Iz prvobitnih zajednica nema tragova o izvršenju samoubistava, ali ne zato što ih nije bilo, već naši preci nisu pridavali samoubistvu veći značaj, smatrajući da je uništenje sopstvenog života lična stvar i pravo svakog pojedinca.
U praistorijskom periodu samoubistvo je bio čin kojim je pojedinac pomagao grupi da preživi ili da sačuva hranu, ali i kao sredstvo za osvetu, kao način prebacivanja odgovornosti za smrt na neku osobu koja ju je navodno izazvala, te kao način omalovažavanja protivnika.
Antičko doba
Stav o samoubistvu u ranijoj antici bio je negativan, da bi zaista prešao u odobravanje i prihvatanje, na primer Stoici su samoubistvo smatrali najvišim izrazom ljudske slobode. Stoičari dopuštaju samoubistvo kao „racionalni rastanak sa životom”, na primer iz patriotskih razloga ili zbog neizlečive bolesti. Tako se patriotskim razlozima tumači samoubistvo sledbenika stoičke filozofije Katona Mlađeg, nakon poraza u bici kod Tapsa, koje se često naziva i simboličkim krajem tiranije Rimske republike .
Antički filozofi zauzimalu su različite stavove prema samoubistvu. Aristotel je shvatio štetnost samoubistva za porodicu i društvo, i po njemu je član zajednice svesno i namerno napušta ovaj svet ostavljajući drugima da rešavaju probleme koje je samoubica trebao sam da reši.
Za razliku od Aristotela Plinije, veliča samoubistvo. On tvrdi da je samoubica u svome činu veći i od bogova, jer bogovi kao besmrtni ne mogu da unište svoj život, a čovek to može. Čovek je jedino živo biće na zemlji kome pripada pravo i sposobnost da uništi svoj život.
Platon relativizuje osudu samoubistva, ali i upozorava …ljudi su deo božijeg blagai ističе...da je smrt dobra, bilo da je to stanje bez osećaja slično snu, bilo da predstavlja neku seobu i susret sa umrlim velikanima. Platon je samoubistvo osuđivao, nazivajući ga sramotnim činom, i predložio da počinioci samoubistva moraju biti sahranjeni u neoznačenim grobovima.
Da bi se uspešno snalazili u ratovima, i snažili državu, boljim ratničkih kvalitetima, spartanci su ubijali svoju fizički i mentalno zaostalu decu, pa čak i kada njihova opšta konstitucija nije bila takva. Na sličan način tretirani su i teški bolesnici, nemoćni za samostalan život, kao i stare osobe jer nisu ispunjavali kriterijume koji bi po vladajućem stavu tog ratničkog naroda bio prihvatljiv za dalji život. To je verovatno razlog što je ljudski vek u Sparti iznosio samo dvadeset jednu godinu. 
U antičkom Rimu čin samoubistva je prvo smatran hrabrošću, a potom su rimljani svoje samoubice kažnjavali konfiskovanjem imovine. Postoji uverenje da su i Rimljani poštovali pravo čoveka da oduzme sebi život, i zato je bilo dosta samoubistava. I pored toga što je bio protiv samoubistava, Ciceron je izrazio divljenje što je Katon Mlađi radije odlučio da sebi oduzme život, nego da živi pod Cezarovom diktaturom. Lukrecija, Rimska plemkinja, koju je silovao sin poslednjeg Rimskog cara, po imenu Sektus, nakon molbe da kazne počinioca, koju je uputila svojoj porodici, ubila je sebe. Mnogi umetnici, kao Ticijan, Rembrant, Durer, Rafe, Botičeli, prikazivali su njeno samoubistvo u svojim umetničkim delima.

Eutanaziju u starom Rimu primenjivan je ka kroz Zakonsku odredbu 12 tablica, u kojoj je u četvrtoj tablici propisano da  „nakazno dete treba odmah ubiti”. Prema M. Milenkoviću, 
Poznato je da su stari rimski mudraci imali običaj, shvativši svoju bolest, istrošenost i bespomoćnost, da se bace u reku Tibar, uz objašnjenje da skraćuju svoje muke. Heleni su ubijali svoje stare i iznemogle, pred smrt, tvrdeći da tako čiste svoje grešne duše a grehe prenose na žrtvovane.
Srednji vek
Sa jačanjem crkve na samoubistvo se gleda sve strože, pa se po nalogu sveštenstva samoubica spaljuju, bacaju u duboke jame ili gladnim životinjama, jer se samoubistvo smatralo delom  „sotone nastanjene u čoveku”. U tom periodu sa na samoubistvo gledalo i kao na zločin protiv društva, protiv vladara i protiv Boga. Takođe i po pitanju eutanazije srednji vek obeležava dominantni stav hrišćanstva i teze o božijoj vlasti nad ljudskim životom, pa se pitanje eutanazije ne postavlja, budući da se ona zasniva na namernom prekidu života.
U srednjem veku razvijeno je verovanje da je samoubistvo početak vampirizma. U mnogim kulturama, uključujući i staru Englesku, ljude koji su počinili samoubistvo sahranjivali su na raskrsnici puteva (u znaku krsta sačinjenog od puteva) kao prevencija da postanu vampiri. U vreme renesanse, u zapadnom svetu, ljudi su bili religiozni ili praznoverni, i verovali su da se depresivne misli o samoubistvu mogu izmeniti religijom. "Zašto bi se ubili ako verujete da će vam „životbiti gori posle smrti" propovedali su u crkvama.
Novi vek
U 16. veku Tomas Mor u svom delu  „Utopija” preporučuje  „dobrovoljno samoubistvo”  za one koji pate od neizlečivih bolesti. U svojim delima Montenje je skeptičan prema moralnim pozicijama samoubistva kao svesnom ličnom izboru.
Samoubistvo se kroz istoriju sreće i kao verski obred, npr. samoubistvo žene na sprovodu svog supruga (Aljaska, Madagaskar), ali i kao herojski i patriotski čin npr. samoubistvo samuraja, kamikaza ili velikih vojskovođa, nakon izgubljenih bitaka, jer su smatrali da je smrt od sopstvene ruke bolja od ropstva sa kojim bi se suočili prilikom zarobljavanja.
Japanci vekovima poštuju samoubice i prema samoubistvu postoji prihvatljiv i odobravajući stav. Među plemenima i u vojsci samoubistvo se smatra dužnošću i čašću (harakiri - rasecanje stomaka, kao odgovor na sramotu, gubitak časti ili kaznu). Za drevne i rigidne samuraje samoubistvo je bila čast.
U Švedskoj je postojao običaj da na svečan način premlaćuju i ubijaju teške i neizlečive bolesnike kao i stare i iznemogle osobe, dok su Prusi ubijali stare i iznemogle roditelje, ali po njihovoj izričitoj želji.
Kod starih severnih Slovena, mnoge žene su iz isključivo ekonomskih razloga, ubijale svoju žensku decu (jer su one rađale mnogobrojnu decu). Na taj način mogle su da ishrane ostalu, pretežno mušku decu, kojoj je pridavana mnogo veća važnost, jer su mogli da privređuju i ratuju.
Savremeno doba
U Drugom svetskom ratu kamikaze su svojim samoubilačkim akcijama uvlačile strah u kosti saveznicima na Pacifiku. Posle Drugog svetskog rata veliki broj Japanaca izvršio je samoubistvo 1945. Među ljubavnim parovima u Japanu potpisuje se sporazum o samoubistvu. Svetu je poznat sepuku ili harakiri, kako ga zovu Evropljani, kojim je završio život jedan od najvećih japanskih književnika Jukio Mišima, čije je samoubistvo privukla veliku medijsku pažnju.
U Velikoj Britaniji je čin samoubistva do 1961. smatran krivičnim delom. Alvarez (1971) saopštio je da se u jednom engleskom gradiću, nakon samoubistva jednog dečaka, ceo razred obesio o istu kuku u narednih deset dana 
Ritualna samoubistva češća su u sektama, pod snažnim uticajem induktora, zbog reinkarnacije i verovanja da ih "gore, na onom svetu" očekuje  „srećniji život”. Kami piše da se samoubilački čin „priprema u tišini srca, baš kao i veliko umetničko delo”. U mreži haosa traženje smisla življenja donosi umor življenju, pogotovu kad su „čeljusti smrti neprestano otvorene”. Redukcija haosa je sužavanje kognitivnog polja i minimiziranje alternativa.
Godine 1939. zakonodavno telo Trećeg Rajha donelo je zakon o eutanaziji (poznat kao akcija T4) čiji je idejni i duhovni tvorac bio Adolf Hitler. Po tom zakonu dozvoljava se da lica koja su proglašena neizlečivim budu oslobođena od patnje. Kardinal Galen je oštro kritikovao ovaj program navodeći da su ti ljudi bili dugoročni štićenici mentalnih azila koji mogu da izgledaju neizlečivo. Zbog velikog pritiska svetske javnosti Zakon je posle dve godine bio ukinut,  ali mnogi su „oslobođeni od patnji”, jer ukidanje zakona nije dovelo do prestanka ubijanja onih koji bi mogli da  „kvare” rasnu superiornost nemačkog naroda. Na suđenjima u Nirnbergu je iznet dokaz da su nemački lekari nastavili sa ubijanjem pacijenata i nakon oktobra 1941, i dokaz da je oko 275.000 ljudi ubijeno u okviru akcije T4.

U Švajcarskoj je 1941. godine legalizovano samoubistvo uz pomoć ili bez pomoći lekara. Švajcarska ne zabranjuje strancima da na njenoj terotoriji izvrše eutanaziju uz navođenje čvrstih razloga kako je propisano švajcarskim zakonom i taj fenomen danas nosi naziv samoubilački turizam. Time je u Švajcarskoj, potpomognuto samoubistvo dovedeno na nivo prosperitetnog biznisa, smatrajući da su medicinske potpomognutog samoubistva "humanitarni i prijateljski akt". 
Prema podacima koje je "Guardianu" dostavio o Dignitasu, kontroverznoj klinici (specijalizovanoj za potpomognuta samoubistva i eutanaziju) u poslednjih 12 godina život je završila 1.041 osoba iz 29 zemalja sveta. Najviše iz Nemačke i Velike Britanije, a pacijenti su uglavnom patili od neizlečivih bolesti praćenih jakim bolovima…U klinici za asistirano samoubistvo "Dignitas" smrt košta oko 5.000 evra.
Sjedinjene Američke Države donele su 1976. godine prvi zakon o pravu na  „prirodnu smrt”, a u Oregonu su, 1997. godine, licencirao lekare da daju smrtonosne supstance pacijentima u terminalnim fazama bolesti ako ispunjavaju određene uslove: da imaju manje od šest meseci života, da imaju očuvane mentalne sposobnosti i da deluju po svojoj volji. Sve do 2013. godine, trend rasta broja takvih asistiranih samoubistava bio je stabilan, a onda je tokom dve godine – 2014. i 2015, došlo je do povećanja od 80% smrtnih slučajeva ove vrste. Sada ih je više od osam puta nego u momentu kada je zakon stupio na snagu.
Vlada Holandije je 28. novembra 2000. godine sa 104 glasova za i 40 protiv u parlamentu, odlučila da ozvaniči eutanaziju. Od 2002. godine dobrovoljna eutanazija i samoubistvo uz pomoć lekara u Holandiji su ozakonjeni, mada su ih sudovi tolerisali još od 1984. godine.
Najpoznatiji lekari koji su vršili vid pomoći pri umiranju bili su patolog Džek Kevorkijan i Timoti Kvil, internista. Obojica su svoje prvo asistirano samoubistvo izvršili 1990. godine.
U Belgiji od 2002. godine eutanazija je zakonom dozvoljena i 203 osobe okončale su život uz pomoć lekara u toku prve godine od stupanja zakona na snagu.
U 2008. godini parlament Luksemburga usvojio je zakon o pravu na dostojanstvenu smrt.
Sudovi u SR Nemačkoj su posle mnogo godina negativnog stava prema asistiranom samoubistvu zauzeli stav da svako lice ima pravo da mu medicinske ustanove, uz ispunjenje određenih uslova, na njegov zahtev, dodele smrtonosnu dozu natrijum-pentobarbitala. Nemački Savezni upravni i sud ovo pravo naziva „autotanazijom“. Radi se, zapravo, o samoubistvu. Pravo se izvodi iz Ustavom garantovanog prava na slobodan razvoj ličnosti.

Zastrašujući su podaci koje navodi Šovljanski, 
da je u II Svetskom ratu poginulo 32 miliona ljudi, a ranjeno 35 miliona, dok je u narednih 25 godina u svetu izvršilo samoubistvo 8 miliona i sedamstotina hiljada ljudi, a između 60 i 70 miliona je pokušalo da izvrši samoubistvo.
Zemlje Centralne Evrope (Mađarska, Austrija, Čehoslovačka) dugo godina neprikosnoveno drže primat u samoubistvima, a odmah uz njih nalaze se Finska, Japan, Nemačka, Danska i Švajcarska, dok neke njima susedne zemlje, kao što su Holandija i Poljska imaju dva do tri puta manji broj samoubistava.

## Pravo na život ili samoubistvo i eutanazija
Svetska zdravstvena organizacija je procenila da se u svetu samo u toku 2000. godine svakih 40 sekundi dogodilo po jedno samoubistvo, odnosno da je oko 2.200 osoba svakoga dana izvršilo samoubistvo, što čini 2% ukupne smrtnosti stanovništva. Takođe treba imati u vidu da svake godine od samoubistva umre oko 800. 000 ljudi, kao i to da je samoubistvo treći vodeći uzrok smrtnosti ili drugi vodeći uzrok smrti među mladima starosti od 15-29 godina (2016). Procenjuje se, dа još najmanje pet do deset puta više osoba pokuša izvršenje samoubistva, ali preživi. Najgori faktor rizika za samoubistvo je prethodni pokušaj samoubistva. Stopa samoubistava posebno je velika među ugroženim grupama koje doživljavaju diskriminaciju, kao što su izbjeglice i migranti; autohtoni narodi; lezbejke, gej, biseksualne, transrodne, interseksualne (LGBTI) osobe; i zarobljenici.
Prema statističkim podacima, Srbija je jedna od evropskih zemalja u kojoj je broj samoubistava u porastu. Ovo zahteva izuzetnu odgovornost lekara, jer neoprezno prihvaćen pacijent od strane lekara može da deluje kao povod i navođenje na izvršenje samoubistva. Lekar koji na neprihvatljiv način reaguje u izvesnim situacijama može da se tereti za krivično delo navođenja na samoubistvo.
Svakom novorođenom humanom biću rađanjem je nametnut ili od prirode dat život, iako ona ni na koji način nije učestvovala u donošenju odluke o otpočinjanju svog života. Po logici stvari i kraj života ili smrt su nezavisni od ljudske volje i njihove želje za životom. Pravo na život po sebi isključuje mogućnost samoubistva i eutanazije, pa makar i bila iz samilosti i sa namerom prekraćivanja samoubilačkih patnji i muka.

I dok se eutanazija i samoubistvo može da posmatra u okviru drugih ljudskih prava, npr. pravo na samoodlučivanje ili pravo na ličnu autonomiju. Za razliku od samoubistva eutanazija ili lišenje života iz samilosti spada u privilegovana ubistva, iako zakonodavac ne upotrebljava reč ubistvo. Iako je privilegovano prema Krivičnog zakonika mnogih zemalja 
…to je krivično delo koje predstavlja lišenje života punoletnog, teško obolelog lica iz samilosti, na njegov ozbiljan i izričit zahtev…za ovu vrstu krivičnog dela predviđena je kazna zatvora…
Eutanazija od strane lekara se deli na aktivnu i pasivnu,
Aktivna eutanazija od strane lekara
Aktivna eutanazija podrazumeva direktno i namerno skraćenje života neizlečivo bolesnog pacijenta, od strane lekara aktivnim merama koje utiču na proces bolesti i proces umiranja. Ona se obavlja davanjem neizlečivo bolesnom pacijentu visoke doze hipnotičkih sredstava, opojnih droga ili otrovnih materija, kao što je kalijum-hlorid.
Aktivna eutanazija se u mnogim zakonima izjednačava sa ubistvom ili ubistvom iz nehata i povlači iste kaznene mere.
Pasivna eutanazija od strane lekara
Podrazumeva da se obolelom ukida lečenje kojim se on održava u životu, što neminovno posle određenog vremena dovodi do smrti. Pasivna eutanazija podrazumeva nepreduzimanje ili obustavljanje mera, kao što su veštačko davanje pacijentu vode, hrane, kiseonika, veštačko disanje, veštačko davanje lekova, transfuzija krvi ili dijaliza, kojima se produžava život umirućeg pacijenta.
I dok se aktivna eutanazija u mnogim zakonima izjednačava sa ubistvom ili ubistvom iz nehata i povlači iste kaznene mere, pasivna eutanazija pod određenim okolnostima može biti zakonom dozvoljena, jer je regulisana staleškim propisima, kao u mnogim zemljama Evrope.
Potpomognuto samoubistvo od strane lekara
U medicinskom i krivičnom pravu razlikuju se još samoubistvo uz pomoć lekara kada lekar obezbeđuje terapiju kojom će se oboleli sam lišiti života i potpomognuto samoubistvo, kada lekar na zahtev pacijenta u cilju prekraćivanja muka primeni postupak ili mu da sredstvo kojim će ga lišiti života.
Samoubistvo uz pomoć lekara, gde lekar pomaže pacijentu da okonča život po sopstvenoj želji i pod strogo propisanim uslovima i kriterijumima, legalno je samo u Belgiji, Švajcarskoj, Holandiji, Luksemburgu, Albaniji, Kolumbiji i trima američkim državama: Oregonu, Montani i Vašingtonu.
Potpomognuto samoubistvo, u većini zemalja sveta je krivično delo koje se izjednačava sa ubistvom ili ubistvom iz nehata.
Autori koji se zalažu za legalizaciju lekarski asistiranog samoubistva obično su protiv legalizacije (aktivne, dobrovoljne) eutanazije. Razlog pronalaze u ključnoj razlici lekarski asistiranog samoubistva, jer ono podrazumeva kontrolu u rukama pacijenta koji želi da umre. Njihov argument je da će postupak okončanja sopstvenog života kada ga kontrolišu sami pacijenti, verovatnije biti autonoman i pod manjim uticajem spoljnih pritisaka (socijalnog i ekonomskog pritiska i neautentične želje da se umre). Međutim, zabrana aktivne eutanazije po ovom osnovu bi nepravedno isključila one koji su doneli jednako promišljene i autnomne zahteve da umru, ali nisu u stanju da počine lekarski asistirano samoubistvo.

## Sličnosti i razlike između eutanazije i samoubistva
Ako bi se na osnovu napred iznetog postavila analogija između smrtne kazne i eutanazije, dr Mirjana Živković, u svojoj disertaciji (2016) smatra da je još logičnije postavljati analogiju između samoubistva i eutanazije, i navodi: 
Kada bi eutanaziju podelili samo na dve osnovne grupe: dobrovoljnu i nedobrovoljnu, onda bi ta analogija mogla delimično da se prihvati. Nedobrovoljna eutanazija bez zahteva pacijenta, familije i bez rigorozne kontrole mogla bi da predstavlja smrtnu kaznu, gde je uloga tužioca, branioca i sudije objedinjena u jednoj osobi, u lekaru, koji donosi odluku, pa čak i izvršava eutanaziju…dok..dobrovoljna eutanazija, bez obzira da li je u pitanju aktivna ili pasivna ili potpomognuto samoubistvo lako može da se poistoveti sa samoubistvom.
Prema tome, dobrovoljna eutanazija, bez obzira da li je u pitanju njen aktivni ili pasivni oblik ili potpomognuto samoubistvo, prema određenim stavovima pravne i medicinske nauke može da se poistoveti sa samoubistvom, zbog sledećih sličnosti i razlika:
| Sličnosti | Razlike |
| --- | --- |
| - Eutanazija i samoubistvo predstavljaju lišavanje života. - Svojevoljna odluka jedne osobe – žrtve samoubistva ili eutanazije. - Najčešći razlozi izvršenja i samoubistva i eutanazije su: neizlečiva bolest, starost, depresija i kompletan gubitak razloga daljeg življenja. - Samoubistvo i eutanazija su neopozivi. - Rezultat njihove primene je isti – veštački izazvana smrt - Objektivna mogućnost greške koja se ni u jednom ni u drugom slučaju ne može ispraviti, ali greške u oba slučaja jedne osobe koja je imala želju da prekrati život. | - Kod samoubistva je ista osoba i izvršioc i žrtva, koja je imala dovoljno snage i mogućnosti da sama izvrši samoubilački čin. - Kod eutanazije izvršioc je lekar, koji pomaže u izvršenju dela ili aktivno učestvuje u njemu, a žrtva je osoba koja ima želju da izvrši samoubistvo, ali, ili nema dovoljno snage ili nema mogućnosti da izvrši taj čin. |

O eutanaziji, međutim, možemo govoriti samo u onim slučajevima u kojima kod osobe, nad kojom se ona vrši, postoji namera i želja da se prekine sa sopstvenim životom. I zato je onaj nad kim se eutanazija vrši istovetan samoubici, a ne žrtvi ubistva. Za razliku od žrtve ubistva, on sa samoubicom deli istu želju: želju da umre.

## Pravna regulativa
Stav Parlamentarne skupštine Saveta Evrope
Parlamentarne skupštine Saveta Evrope donela je i preporuku br. 1418 iz 1999.godine o zaštiti ljudskih prava i dostojanstva umirućih i ljudi koji se nalaze u terminalnom stadijumu bolesti,. U ovoj preporucu se navodi...
Sve države članice Saveta Evrope, u svakom pogledu, se ohrabruju da svojim unutrašnjim zakonodavstvom poštuju i štite dostojanstvo umirućih ili ljudi koji se nazale u terminalnoj fazi bolesti, i to tako što će: 
- održati zabranu namernog oduzimanja života umirajućih osoba ili osoba koja se nalaze u terminalnom stadijumu bolesti, priznavajući da je pravo na život garantovano članom 2 EKLJP naročito u pogledu umirajućih osoba ili lica koja se nalaze u terminalnom stadijumu bolesti;
- priznavajući da želja umirajućih osoba ili lica koja se nalaze u terminalnom stadijumu bolesti neće biti priznata kao pravni osnov za pravo na smrt koje će izazvati treće lice;
- priznavajući da želja umirajućih ili lica koja se nalaze u terminalnom stadijumu bolesti ne može, sama po sebi, da predstavlja pravni osnov da se preduzmu radnje upravljene ka izazivanju smrti tih lica (paragraf c), 9.3.1, 9.3.2. i 9.3.3.).

Saveta Evrope predviđa u unutrašnjem zakonodavstvu mogućnost da se na neki zakonom predviđen način prouzrokuje smrt lica koje se ne želi više da živi, država članica Konvencije nema pozitivnu obavezu da u svom zakonodavstvu predvidi neograničenu mogućnost da snabde lice koje želi da okonča sa svojim životnom kakvom medicinskom supstancom koja omogućava laku i dostojanstvenu smrt.
Stav zakonodavstva Republike Srbije
U zakonima Republike Srbije i zemalja iz okruženja (nastalih na teritoriji bivše Jugoslavije), eutanazija inavođenja na smoubisto i pomaganje u samoubistvu se na skoro istovetan način tretira. Krivični zakon Republike Srbije (KZ RS, 2006), u Posebnom delu i XIII glavi, članom 117 i članom 119 definiše kaznene mere u slučaju lišavanja života iz samilosti, kao i navođenje na samoubistvo i pomaganje u samoubistvu.
Član 117.
Ko liši života punoletno lice iz samilosti zbog teškog zdravstvenog stanja u kojem se to lice nalazi, a na njegov ozbiljan i izričit zahtev, kazniće se zatvorom od šest meseci do pet godina.
Član 119.
(1) Ko navede drugog na samoubistvo ili mu pomogne u izvršenju samoubistva, pa ovo bude izvršeno ili pokušano, kazniće se zatvorom od šest meseci do pet godina.
(2) Ko drugom pomogne u izvršenju samoubistva pod uslovima iz člana 117. ovog zakonika, pa ovo bude izvršeno ili pokušano, kazniće se zatvorom od tri meseca
do tri godine.
(3) Ko delo iz stava 1. ovog člana učini prema maloletniku ili prema licu koje se nalazi u stanju bitno smanjene uračunljivosti, kazniće se zatvorom od dve do deset godina.
(4) Ako je delo iz stava 1. ovog člana učinjeno prema detetu ili prema neuračunljivom licu, učinilac će se kazniti po članu 114. ovog zakona (od jedne
do osam godina).
(5) Ko surovo ili nečovečno postupa sa licem koje se prema njemu nalazi u odnosu kakve podređenosti ili zavisnosti, pa ono usled takvog postupanja izvrši ili pokuša samoubistvo koje se može pripisati nehatu učinioca, kazniće se zatvorom od šest meseci do pet godina
Iako su eutanazija i samoubistvo, akti slobodne volje čoveka koji je zbog očuvanog stanja svoje svesti ovlašćen da raspolaže svojim životom, tako što ga može uništiti na odgovarajući način, samoubistvo se u najvećem broju modernih zakonodavstava ne kažnjava, dok se, eutanazija, izuzimajući nekoliko izuzetaka smatra zabranjenom radnjom i kvalifikuje se kao privilegovano ili obično ubistvo, koje objektivno predstavlja zločin.

## Literatura
- Mirjana Živković, Pravo na život i pravo na smrt, Doktorska disertacija, Pravni fakultet za privredu i pravosuđe u Novom Sadu, Univerzitet Privredna Akademija u Novom Sadu, Novi Sad, 2016

## Spoljašnje veze
"Za" i "protiv" uvođenja eutanazije u Srbiji — RTS, Beograd, 31. maj 2019.
|  | Molimo Vas, obratite pažnju na važno upozorenje u vezi sa temama iz oblasti medicine (zdravlja). |